# Voter

Voternas flagga

Alternativ flagga för voterna

Voter är en östersjöfinsk folkgrupp som återfinns mestadels i nuvarande Ryssland söder om Sankt Petersburg. Folkgruppen är nära nog utrotad, delvis till följd av sovjetisk förföljelse. Voternas språk är votiska som hör till den östersjöfinska gruppen av finsk-ugriska språk.
Den huvudsakliga religiösa hemvisten är kristet ortodoxa. Voternas närmaste stamfränder i den östersjöfinska gruppen anses vara ingrerna. De innehade detta landskap innan ingrerna vandrade in. Voterna spelade en viss roll vid grundandet av Novgorod eller varjagerriket.
Enligt Vilhelm Thomsen är voterna desamma som Nestorskrönikans vod.